# 蘇里山 (聖羅薩區)
17°04′07″S 69°59′33″W / 17.06861°S 69.99250°W

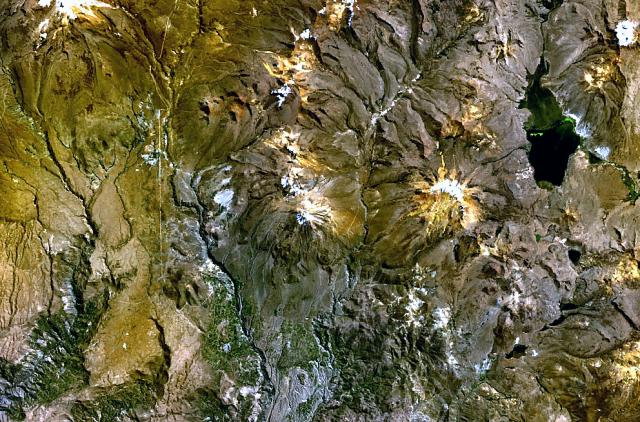

蘇里山（Suri），是秘魯的山峰，位於該國東南部普諾大區，由埃爾科廖省的聖羅薩區負責管轄，屬於安地斯山脈的一部分，海拔高度5,400米。